# Dunckers Barbe
Die Dunckers Barbe (Barbodes dunckeri, Syn.: Puntius dunckeri, Barbus dunckeri) ist ein Süßwasserfisch aus der Familie der Karpfenfische (Cyprinidae). Ihr Verbreitungsgebiet liegt auf der Malaiischen Halbinsel und auf Singapur. Die Art wurde zu Ehren des Ichthyologen und ehemaligen Direktors des Naturhistorischen Museums Hamburg Georg Duncker benannt.

## Merkmale
Dunckers Barbe wird 13 Zentimeter lang. Ihre Körperform ist seitlich abgeflacht, gestreckt und entspricht der der meisten anderen Barbodes-Arten. Ihr Rücken ist gelbbraun bis rotbraun gefärbt und schimmert grünlich, die Körperseiten sind goldgelb und zeigen vier große grünschwarze bis blauschwarze Flecken. Die Bauchseite ist orange, der Kiemendeckel messingfarben. Die Flossen sind gelblich bis rötlich, wobei die äußeren Bereiche kräftiger, eher weinrot oder violett gefärbt sind. Männchen haben eine größere Rückenflosse und sind kräftiger gefärbt als die kleineren Weibchen, mit zur Laichzeit eher rötlichen Farben. Ältere laichbereite Weibchen sind oft sehr unförmig. Dunckers Barbe wird mit einer Länge von acht bis zehn Zentimeter geschlechtsreif.
- Flossenformel: Dorsale: 4/8; Anale: 3/5.
- Schuppenformel: mLR 23–24.

Die Art lebt in Regenwaldbächen mit saurem Wasser.

## Aquaristik
Jungfische von Dunckers Barbe werden in Deutschland als Clownbarbe unter der falschen wissenschaftlichen Bezeichnung Puntius everetti verkauft. Barbodes everetti ist jedoch eine andere, ähnlich gezeichnete aber nur halb so lang werdende, aus Borneo stammende Barbenart. Dunckers Barbe unterscheidet sich von Barbodes everetti durch die kürzeren Barteln, die größere Schuppenzahl in einer Querreihe und einen kleineren dritten, unverzweigten Flossenstrahl in der Rückenflosse.